# The Idols
The Idols sono stati un gruppo musicale greco formato nel mese di ottobre 1964 e attivo fino al 1991.

## Formazione
Nella band hanno suonato e cantato diversi musicisti durante gli anni, fra cui i principali: Anthony Youlis (chitarra, organo), Demis Roussos (basso), Dino Papavasileiou (Pianoforte, organo), Notis Lalaitis (organo), Manolis Kavoukli (basso), Jimmy Tzimopoulo (batteria), Joe Michat (voce), Yorgos Petrides (voce), Lazaros Papageorgiou (voce), Nikos Tsilogiannis (batteria), Vasilis Konstantinidis (batteria).
Nel primo periodo la band pubblicò alcuni singoli, come: He is the ones/Hellow Honey (con ancora Demis Roussos al basso). Reward/Wanted by the Low e Dam dam baby/Boys, ma non riscossero particolare successo. Dopo il 1968 vi furono cambiamenti importanti con testi in greco e pubblicarono così diversi successi come Τρικυμία στην Καρδιά Μου (Tempesta nel mio cuore), Τα Χρόνια Περνούν (Il tempo passa), Ξαφνικά με Αγαπάς (Improvvisamente l'amore) e un album nel 1969.
Rispetto agli altri gruppi dell'epoca, gli Idols erano più un'orchestra da ballo da club, che si esibiva ad Atene, Salonicco e altre città importanti. A partire dalla fine degli anni ottanta (1989), il gruppo, stavolta composto da Youlis, Papavasileiou, Konstantinidis, Dimitris Katakouzinos (basso) e Notis Lalaitis, registrò l'album Antaokto. Successivamente fece alcune apparizioni in pubblico sul filo della nostalgia e si sciolse definitivamente dopo la sua apparizione come ospite speciale del Festival della Canzone di Salonicco nel 1991. Tuttavia il gruppo si riunisce ancora occasionalmente per apparizioni in televisione e in eventi revival.
- Anthony Youlis - chitarra, organo
- Demis Roussos - basso
- Dino Papavasileiou - pianoforte, organo
- Notis Lalaitis - organo
- Manolis Kavoukli - basso
- Jimmy Tzimopoulo - batteria
- Joe Michat - voce
- Yorgos Petrides - voce
- Lazaros Papageorgiou - voce
- Nikos Tsilogiannis - batteria
- Vasilis Konstantinidis - batteria

## Discografia parziale

### Album in studio
- 1969 - The Idols
- 1989 - ...Ανταοκτώ
- 2.000 A.C. Εν(νέα) Τραγούδια